# Indy de Vroome
Indy de Vroome (Cromvoirt, 21 mei 1996) is een voormalig tennisspeelster uit Nederland. Zij begon met tennis toen zij vijf jaar oud was. Haar favoriete ondergrond is hardcourt. Zij speelt rechtshandig en heeft een tweehandige backhand. Zij was actief in het internationale tennis van 2012 tot in 2024.

## Loopbaan
In haar jeugd gold Indy de Vroome als een toptalent. In 2008 won zij de prestigieuze Orange Bowl in de leeftijdcategorie tot en met twaalf jaar. In 2011, op haar vijftiende, maakte zij haar profdebuut bij de kwalificaties voor het grastoernooi van Rosmalen – in de eerste kwalificatieronde verloor zij van Arantxa Rus.
Door de ziekte van Lyme speelde zij van juli 2016 tot oktober 2018 geen professioneel tennis. In 2018 volgde een herstel, waarna zij, noodgedwongen vanaf de basis, in oktober 2018 opnieuw startte met professioneel tennis. In 2019 volgde verder herstel, en won De Vroome vier ITF-toernooien. Eind 2020 was zij op de wereldranglijst opgeklommen naar plaats 197.
Op het ITF-circuit won zij zeven titels in het enkelspel en zes in het dubbelspel.

## Posities op deWTA-ranglijst
Positie per einde seizoen:
| jaar | rang enkelspel | rang dubbelspel |
| ---- | -------------- | --------------- |
| 2012 | 645            | –               |
| 2013 | 272            | 560             |
| 2014 | 213            | 402             |
| 2015 | 268            | 507             |
| 2016 | 295            | 271             |
|      |                |                 |
| 2019 | 256            | –               |
| 2020 | 197            | 1121            |
| 2021 | 227            | 821             |
| 2022 | 447            | 1067            |
| 2023 | –              | 615             |
| 2024 | –              | 738             |

## Palmares

### WTA-finaleplaatsen enkelspel
geen

### WTA-finaleplaatsen dubbelspel
geen

### Gewonnen ITF-toernooien enkelspel
| nr. | finale     | toernooi     | dotatie  | tegenstandster in finale | score         |
| --- | ---------- | ------------ | -------- | ------------------------ | ------------- |
| 1.  | 2013-01-13 | Sint-Maarten | $ 10.000 | Léa Tholey               | 6-3, 6-2      |
| 2.  | 2013-10-11 | Tampico      | $ 25.000 | Doroteja Erić            | 6-4, 6-3      |
| 3.  | 2014-03-09 | Irapuato     | $ 25.000 | Naomi Osaka              | 3-6, 6-4, 6-1 |
| 4.  | 2019-05-05 | Antalya      | $ 15.000 | Jennifer Luikham         | 6-1, 6-0      |
| 5.  | 2019-09-01 | Verbier      | $ 25.000 | Diāna Marcinkēviča       | 3-6, 6-3, 7-6 |
| 6.  | 2019-10-27 | Saguenay     | $ 60.000 | Robin Anderson           | 3-6, 6-4, 7-5 |
| 7.  | 2019-12-01 | Solarino     | $ 25.000 | Urszula Radwańska        | 6-1, 6-2      |

### Gewonnen ITF-toernooien dubbelspel
| nr. | finale     | toernooi       | dotatie  | ondergrond | partner                | tegenstandsters in finale        | score            |
| --- | ---------- | -------------- | -------- | ---------- | ---------------------- | -------------------------------- | ---------------- |
| 1.  | 2013-01-06 | Fort-de-France | $ 10.000 | hardcourt  | Denise Starr           | Shérazad Benamar Brandy Mina     | 6-4, 6-3         |
| 2.  | 2013-04-21 | Iraklion       | $ 10.000 | tapijt     | Michaëlla Krajicek     | Yuka Mori Rosalie van der Hoek   | 6-0, 5-7, [10-8] |
| 3.  | 2014-03-09 | Irapuato       | $ 25.000 | hardcourt  | Denise Muresan         | Irina Chromatsjova Anna Zaja     | 6-4, 5-7, [10-7] |
| 4.  | 2015-08-16 | Middelkerke    | $ 25.000 | hardcourt  | Lesley Kerkhove        | Ankita Raina Aljona Sotnikova    | 7-6, 6-4         |
| 5.  | 2016-01-31 | Bertioga       | $ 25.000 | hardcourt  | Cristina Dinu          | Katarzyna Kawa Sandra Zaniewska  | 6-3, 6-3         |
| 6.  | 2016-05-15 | Fukuoka        | $ 50.000 | gras       | Aleksandrina Naydenova | Nigina Abduraimova Ksenia Lykina | 6-4, 6-1         |